# Port lotniczy Chimbu
Port lotniczy Chimbu (IATA: CMU, ICAO: AYCH) – port lotniczy zlokalizowany w mieście Kundiawa, w Papui-Nowej Gwinei.